# KV54
Ngôi mộ KV54 nằm trong Thung lũng của các vị Vua, ở Ai Cập. Nó đã được khai quật bởi Edward R. West thay mặt cho luật sư người Mỹ Theodore M. Davis, người tài trợ cho công việc.
Nó chứa khoảng một chục lọ bảo quản đậy kín lớn. Trong lọ chứa các loại thiết bị và các đối tượng khác đã được đóng gói cẩn thận. Nó chứa các vận dụng bao gồm đồ gốm, đĩa, túi natron, xương động vật, đai hoa và chữ viết trên tấm vải lanh có ghi ngày của những vật này, đó là những năm cuối đời của Pharaon Tutankhamun, khi ông không còn nổi tiếng nữa.

## Hình ảnh

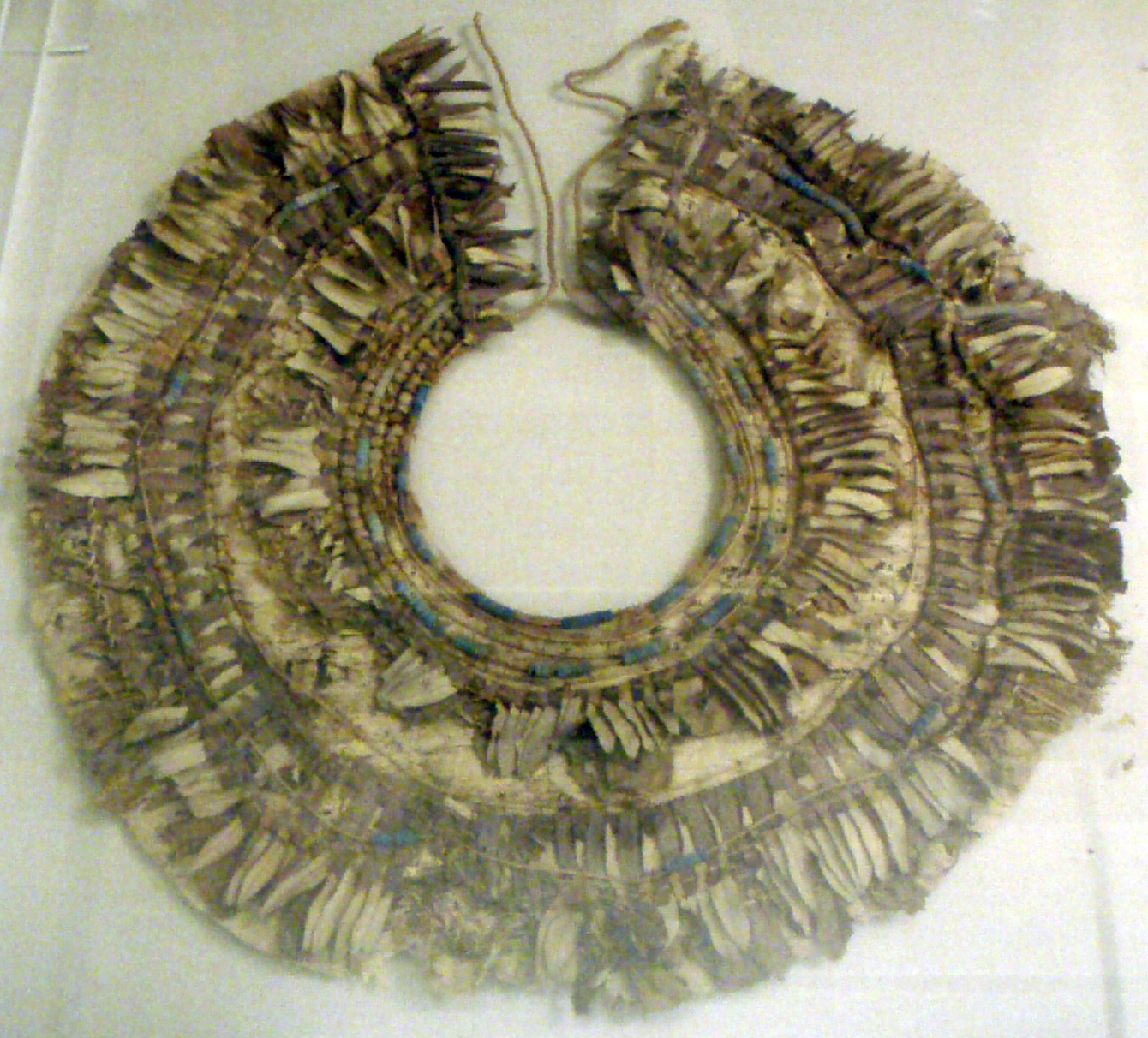
Vòng cổ hoa được tìm thấy trong ngôi mộ KV54, trên màn hình hiển thị tại viện bảo tàng Mỹ thuật Metropolitan ở thành phố New York.
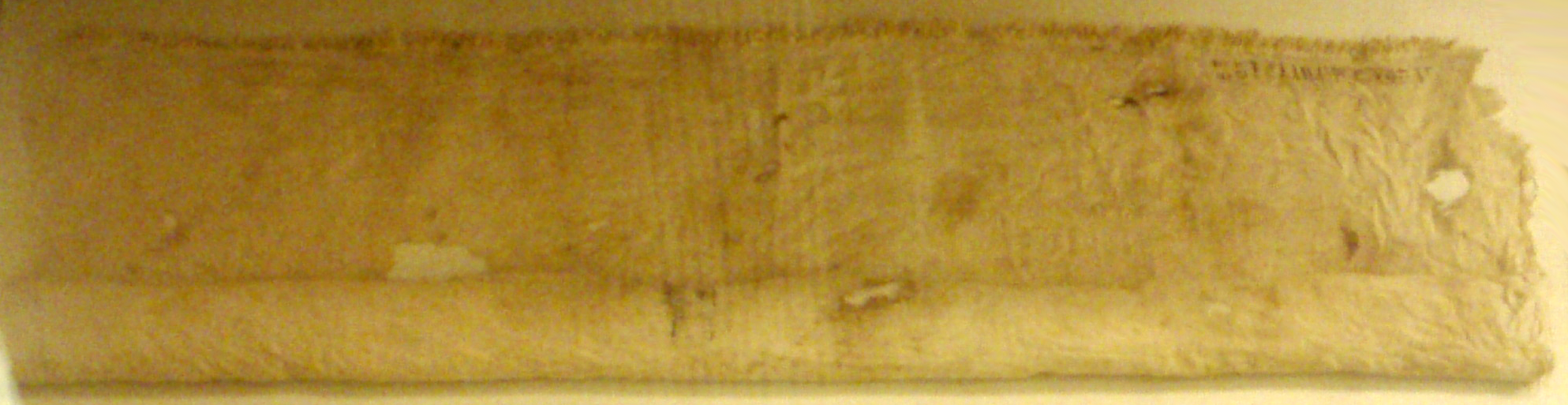
Tấm vải lanh từ KV54 có văn bản trên đó mang tên Tutankhamen của Nebkheperure và vân ghi Tháng 6, trên màn hình hiển thị tại viện bảo Tàng Metropolitan ở thành Phố New York.
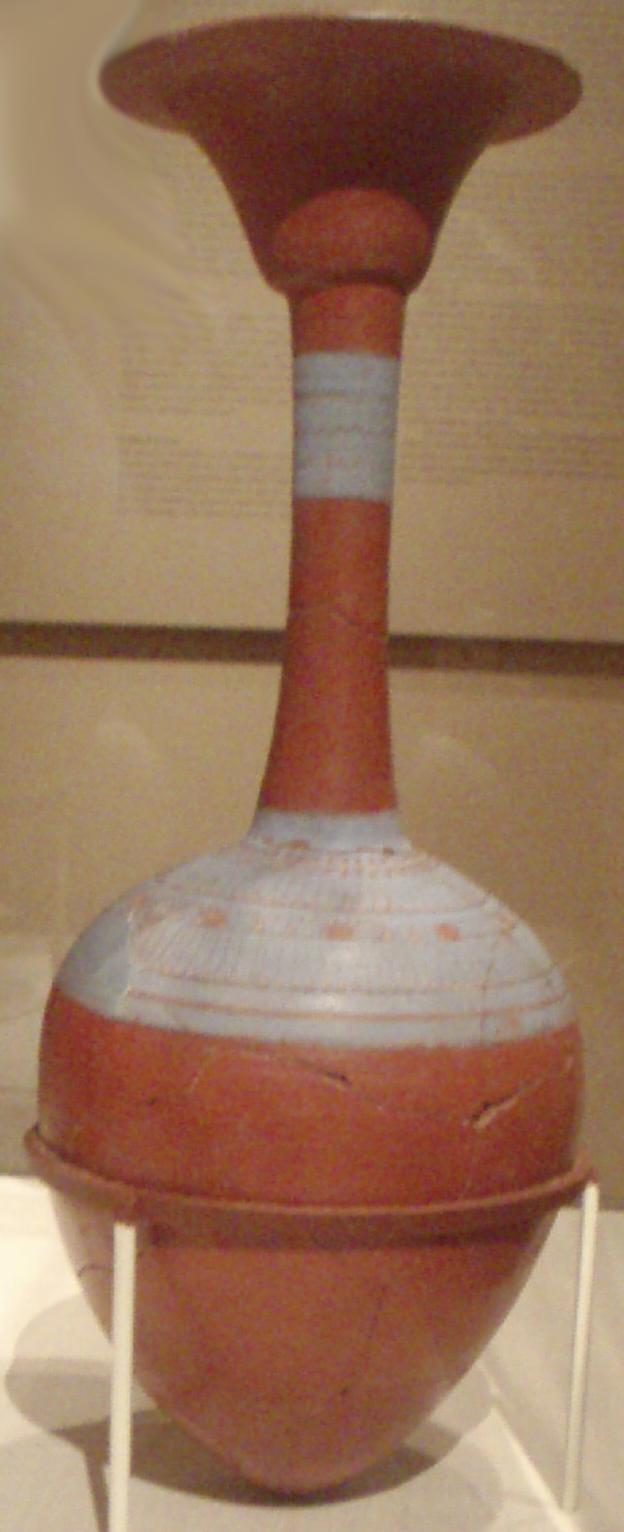
Cổ chai với một họa tiết trang trí hình hoa từ KV54, trên màn hình hiển thị tại viện bảo tàng Metropolitan ở thành Phố New York.
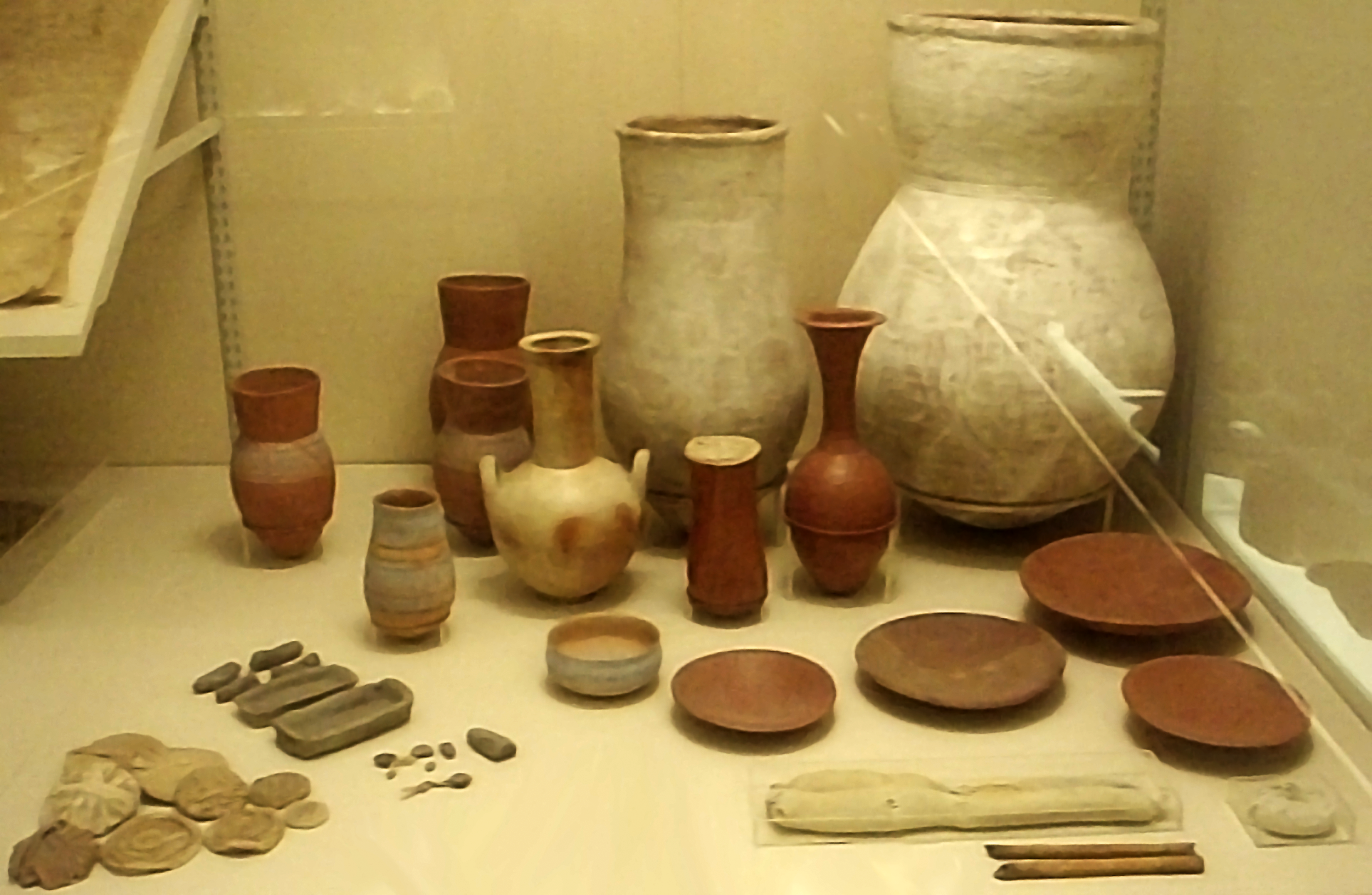
Đồ gốm, các chén bát và các mặt hàng khác từ KV54, trên màn hình hiển thị tại viện bảo Tàng Metropolitan ở thành phố New York.